# Niño pescador con cesta
Niño pescador con cesta es una pintura del maestro de la Edad de Oro holandesa Frans Hals, pintada a principios de los años 1630, ahora en la Galería Nacional de Irlanda.

## Pintura
Esta pintura fue documentada por Hofstede de Groot en 1910, quien escribió "51. Un CHICO PESCADOR. B. 68; M. 255. De medio cuerpo; casi de frente, con la cabeza ligeramente girada a la izquierda. Ríe al espectador; con la boca abierta, mostrando los dientes. Lleva un abrigo oscuro con mangas anchas, y una gorra roja pequeña. Apoya la muñeca derecha en una cesta grande. Levanta un pescado en su mano izquierda. Muy característico. Firmado con el monograma; tela, 28 1/2 pulgadas por 23 pulgadas. Grabado por Paul le Rat. Venta. John W. Wilson de Bruselas, París, 14 de marzo de 1881, 1873 catálogo, p. 85. En la Galería Nacional de Irlanda, Dublín, 1898 catálogo, Núm. 193."
Hofstede de Groot señaló varias figuras más de pescadores de Hals junto con esta (numerados en el catálogo del 49 al 58c). Esta pintura fue también documentada por W.R. Valentiner en 1923.

Otras pinturas de humildes pescadores de Hals:

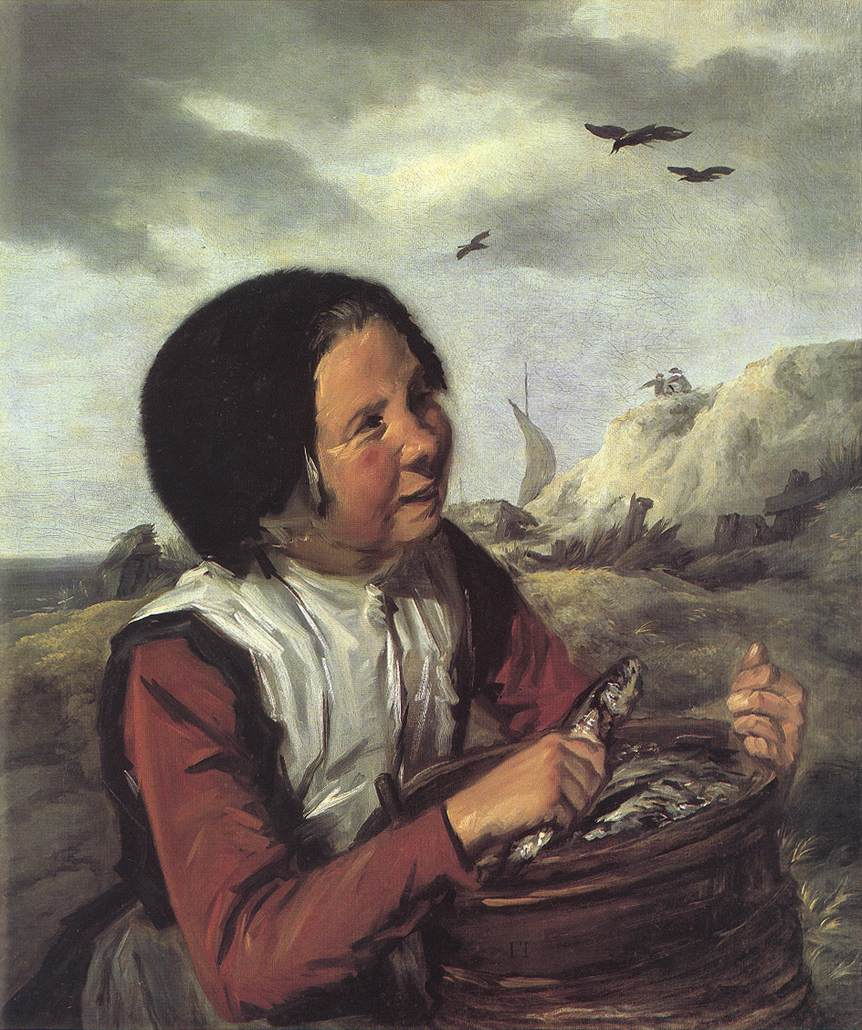
Pescadora sonriente
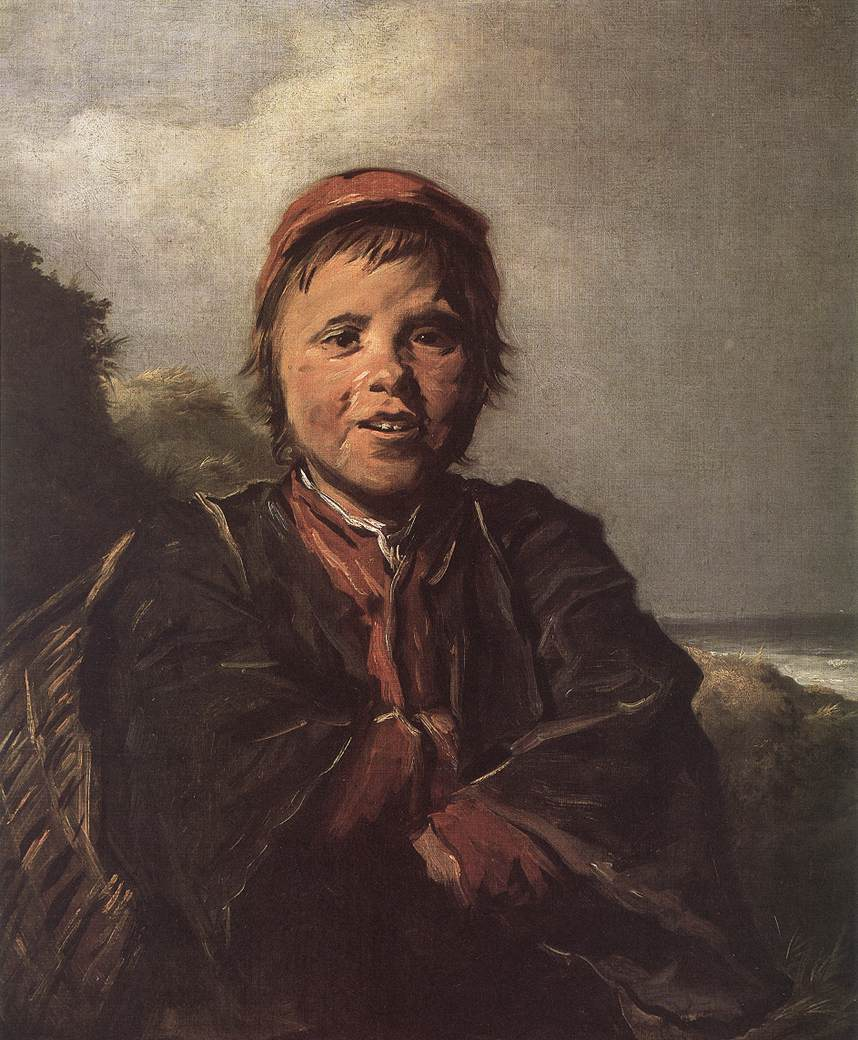
El niño pescador
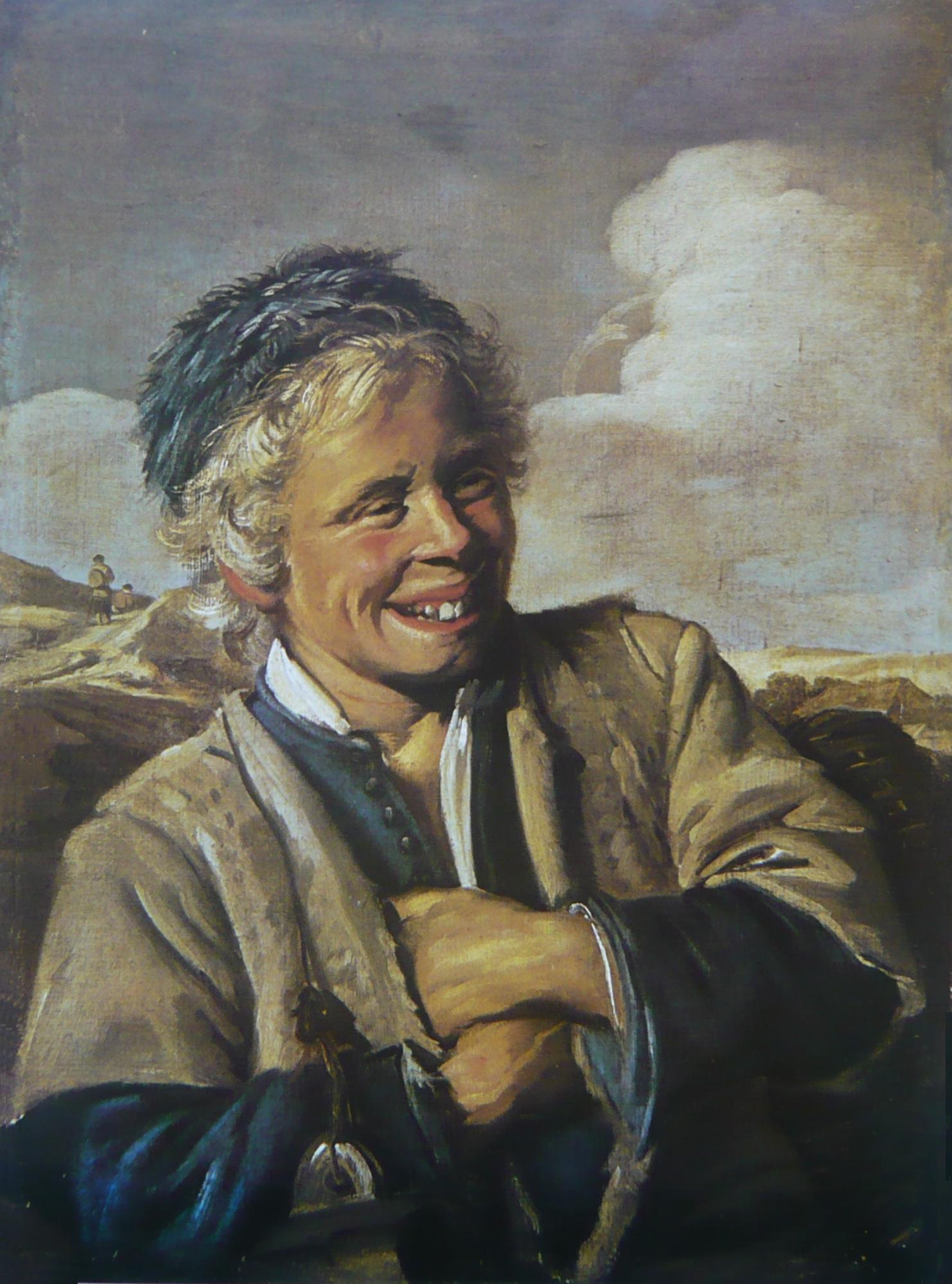
Joven pescador riendo